# Parco nazionale di O Le Pupu Pu'e
O Le Pupu Pu'e National Park (in italiano Parco nazionale di O Le Pupu Pu'e) è il parco nazionale delle isole Samoa, sull'isola di Upolu.
È stato il primo parco ad essere dichiarato tale nell'Oceano Pacifico meridionale: è stato inaugurato nel 1978.

## Territorio
Si estende per 2857 ettari dal punto più a nord, il Monte Fito (1.100 m) e il Monte Pu'e (800 m), fino alle scogliere di roccia lavica Le Pupu.

## Flora
Il fiore nazionale è il teuila (Alpinia purpurata), ma il fertile suolo vulcanico offre nutrimento a una grande varietà di piante, come il falso uccello del paradiso (Heliconia rostrata).

## Fauna
Il parco nazionale è l'habitat della volpe volante del Pacifico (Pteropus tonganus), minacciata di estinzione a causa del bracconaggio.

## Punti di interesse
Con un trekking di circa quattro ore si arriva alla caverna del tubo di lava di Peapea. Inoltre si possono ammirare foreste originarie lussureggianti, e cascate come le cascate Togitogiga.